# كاتايسك
كاتايسك (بالروسية: Катайск) هي إحدى مدن روسيا في الكيان الفدرالي الروسي كورغان أوبلاست.